# Ente para la Construcción de la Nueva Capital

Mapa del área federalizada por la ley 23.512 de 1987.

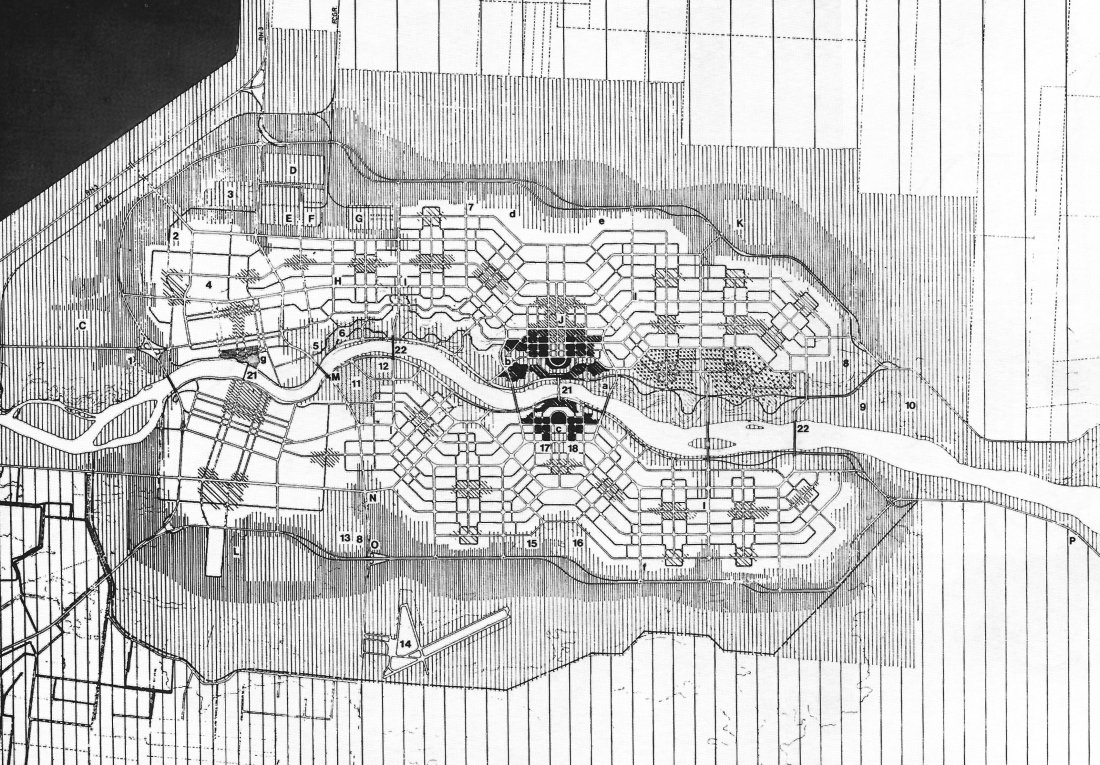
Plano del nuevo nucleo urbano proyectado que iba a contener y a unificar a las ciudades Viedma y Carmen de Patagones (plan director del ENTECAP aprobado en 1987)

El Ente para la Construcción de la Nueva Capital (ENTECAP) Empresa del Estado fue una agencia y empresa pública del Estado Nacional argentino. Fue creado por el decreto 1156 del 21 de julio de 1987, durante la presidencia de Raúl Alfonsín, para cumplir con el proyecto de traslado de la Capital Federal desde la Ciudad de Buenos Aires al territorio federalizado por la ley 23.512 (sancionada el 27 de mayo del mismo año), donde se encuentran comprendidas la comarca de Viedma - Carmen de Patagones y la ciudad de Guardia Mitre. El ENTECAP fue el sucesor de la Comisión Técnica Asesora en Problemas Urbanísticos, Arquitectónicos y Ambientales creada por el decreto 528 del 15 de abril de 1986, organismo que tuvo a su cargo el proyecto de traslado de la Capital Federal antes de la sanción de la ley 23.512.

## Organización y funciones
El ENTECAP fue un organismo con vastos poderes que tenía como misión principal organizar el nuevo Distrito Federal. Podía expropiar tierras y debía diseñar y construir las diferentes obras de infraestructura necesarias para el asentamiento de población y de los tres poderes del Estado argentino, entre otras funciones. El artículo primero del anexo primero del decreto 1156, estatuto orgánico del ENTECAP, sostiene que: El Ente para la Construcción de la Nueva Capital Empresa del Estado... tendrá por objeto el ordenamiento territorial y urbanístico y la construcción de la Nueva Capital de la República, en el área designada al efecto por la ley 23.512, donde estará su domicilio legal, pudiendo establecer una delegación en la Ciudad de Buenos Aires.
El capítulo segundo del estatuto orgánico establecía cómo era la organización del ente y cómo estaba dirigido y administrado. El artículo cuarto de dicho capítulo sostenía que el ENTECAP estaba constituido por cuatro órganos los cuales eran el Consejo de Administración, la Presidencia, la Gerencia General y la Secretaría.
Este organismo también tenía entre sus funciones asesorar y colaborar con la provincia de Río Negro para la construcción y traslado de la capital provincial fuera de la ciudad de Viedma y asesorar a la provincia de Buenos Aires para la reorganización del área metropolitana del Gran Buenos Aires.
El ENTECAP fue creado a imitación del NOVACAP (Compañía Urbanizadora de la Nueva Capital), organismo y empresa pública del Estado brasilero que en la década de 1950 erigió la ciudad de Brasilia.

## Presidente y funcionarios a cargo (1987-1989)
El ENTECAP fue sucesor de la Comisión Técnica Asesora creada por el decreto 528 del 15 de abril de 1986, y el articulo 2° de este decreto, designa al arquitecto Jose Luis Bacigalupo como presidente de la misma, con jerarquía equivalente a secretario de Estado. y los arquitectos Francisco Jose Garcia Vazquez y Jorge Osvaldo Riopedre como vocales. El decreto 1156 de 1987, rectifica estos mismos cargos y dice que los funcionarios adscriptos en la Comision Tecnica Asesora ocuparan los mismos cargos dentro del ENTECAP. 
Cuando asume Carlos Menem designa mediante el decreto 1049 del 10 de octubre de 1989 al diputado y militante peronista  de la rionegrino Romulo Víctor Barreno como presidente del ENTECAP, el 18 de octubre mediante el decreto 1101/89 es rectificado el decreto 1049/89 donde es rectificada la matricula de Barreno. Dos meses después  el 11 de diciembre de 1989 mediante el decreto 1404/1989, Menen establece el cese de funciones de Romulo Victor Barreno y otros funcionarios del concejo de administración que el mismo Menem habia nombrado al frente del ENTECAP, organismo que había sido disuelto y declarado en liquidación en el mes de noviembre mediante el decreto 1256/89.

## Críticas al organismo
Los políticos e intelectuales que apoyaban el proyecto, como el politólogo Alfredo Armando Aguirre (quien ha escrito numerosos artículos sobre el traslado de la Capital desde el año 1977) y el geógrafo Rafael Garzón, acusan a los funcionarios nombrados por Raúl Alfonsín al frente del ENTECAP de colaborar con los detractores del proyecto, ya que diseñaron un proyecto demasiado costoso, dándole argumento a los opositores. Además de dilatar los tiempos haciendo estudios y maquetas, en vez de poner en marcha la construcción de las obras de infraestructura que materializarían el traslado. Garzón dice que debieron utilizarse los edificios estatales existentes en Viedma y Carmen de Patagones, los que según este autor fueron desechados por el ENTECAP.
El ENTECAP fue un organismo muy cuestionado en aquellos años por gastar demasiado dinero en personal y oficinas en la subsede de Buenos Aires, en vez de funcionar en Viedma donde tenía su sede legal y principal, según sostenía el decreto que lo creó. Aldo Martínez, quien fuera intendente de Viedma en los años del traslado de la Capital, sostuvo en una entrevista que el ENTECAP tenía al principio en Buenos Aires dos o tres oficinas en el Edificio del Ministerio de Obras Públicas sobre la avenida 9 de Julio,  luego todo un piso, y más tarde alquilaron dos pisos en la Avenida Libertador en el barrio de Palermo. Según una nota del diario La Nueva Provincia de Bahía Blanca, el organismo llegó a tener entre la sede de Viedma y la de Buenos Aires ciento diez empleados, lo que implicó en ese lapso erogaciones por 22 millones de dólares para pagar los sueldos, sin contar los gastos de varios vehículos.

## Disolución del organismo y destino de sus bienes
El artículo tercero del estatuto orgánico sostenía que una vez instaladas las autoridades nacionales en el Nuevo Distrito Federal y constituidas las autoridades locales,  el Poder Ejecutivo transferiría gradualmente a los organismos públicos competentes las funciones acordadas al ENTECAP, así como también los respectivos bienes y recursos asignados y al disponerse su liquidación definitiva determinaría el destino de sus bienes remanentes.
Pero lo establecido en el decreto 1156 no llegó a concretarse ya que el 22 de noviembre de 1989, durante la primera presidencia de Carlos Saúl Menem, en el marco de la Ley 23.696 de Reforma del Estado y mediante el decreto 1256/89 el ENTECAP fue disuelto y declarado en estado de liquidación, dejando sin efecto el proyecto de traslado de la Capital Federal, aunque el Congreso argentino no derogó la ley 23.512/87.
Posteriormente el 26 de julio de 1990 el Poder Ejecutivo promulgó el decreto 1429/90 en donde se establece la liquidación del organismo, este decreto sostiene en su artículo tercero que se constituye como depositario del material intelectual producido por el ENTECAP con motivo del proyecto de traslado del Distrito Federal al gobierno de la Provincia de Río Negro. Posteriormente en los años 90 el gobierno de Río Negro transfirió el material producido por el ex ENTECAP a la Asociación Civil Amigos de lo Nuestro, la cual tiene sede en la ciudad de Viedma.  En un informe realizado en 2012 por el programa En el Camino, que conduce por el canal de cable Todo Noticias el periodista Mario Markic, se mostró una entrevista realizada al arquitecto Oscar Sanguinetti, ex funcionario del ENTECAP y actualmente integrante de la Asociación Amigos de lo Nuestro, donde este exhibió los planos del núcleo urbano principal de la nueva capital que iba a unificar a las ciudades de Viedma y Carmen de Patagones en una sola ciudad.
Hoy el ENTECAP solo persiste como entidad residual, bajo la órbita de la Coordinación de Entes Liquidados del Ministerio de Economía de la Nación. Esta oficina tiene a su cargo los pasivos y documentación previsional de todos los entes estatales disueltos y liquidados durante la reforma del Estado de los años 90.